# 元山海軍航空隊

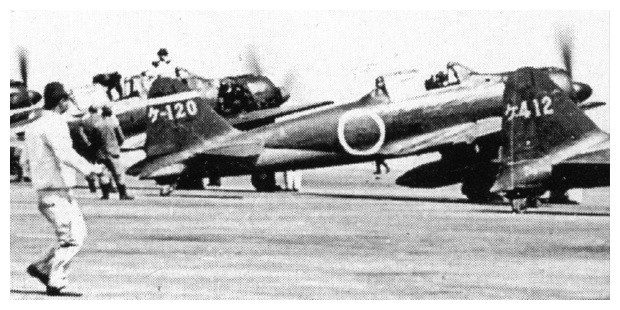

元山海軍航空隊（げんざんかいぐんこうくうたい）は、日本海軍の部隊の一つ。1940年（昭和15年）に第十五航空隊を改編して編成された。編成地は現在の北朝鮮の元山。太平洋戦争中の1942年（昭和17年）9月20日に、戦闘機隊を第二五二海軍航空隊として分離し、陸上攻撃機専門部隊となった。同年11月1日第七五五海軍航空隊に改称した。
なお、大東亜戦争終盤に、戦闘機搭乗員を養成する訓練部隊として二代目の元山海軍航空隊が編成された。

## 第十五海軍航空隊
1939年（昭和14年）11月15日、日中戦争の激化にともない、九六式陸上攻撃機と九六式艦上戦闘機で臨時編成された。帰還後、機体は元山海軍航空隊にそのまま委譲され、半数の隊員は新たに編成された美幌海軍航空隊の基幹要員として新たな任務に就いた。

## 初代元山海軍航空隊・第七五五海軍航空隊
戦爆連合隊だった十五空の装備と人員をそのまま継承して編成されたため、引き続き戦爆連合隊となった。十五空要員を基幹として美幌空と元山空を立ち上げることによって、1個航空隊の増強を図ったものであり、美幌空と元山空は引き続き第二連合航空隊および第二十二航空戦隊で常時コンビを組み続けた。旧十五空要員のうち、純粋な陸攻隊である美幌空に移ったのは陸攻要員に限られるため、戦闘機要員は大多数が元山空に残留した。
- 昭和15年（1940年）

10月1日　元山航空隊が第十五航空隊を基幹戦力として開隊（陸攻48・艦戦48）。支那方面艦隊第二連合航空隊に所属。
- 昭和16年（1941年）

1月15日　第十一航空艦隊を新編、二連空は第二十二航空戦隊に改編。
4月上旬　内南洋に進出、パラオ諸島・サイパン島・トラック環礁・クェゼリン環礁を巡回しつつ訓練に従事。
4月下旬　漢口に進出、29日の恩施を皮切りに爆撃開始。
5月3日　重慶爆撃。5月中に4回出撃。
8月31日　最後の重慶・成都爆撃を80機で敢行。
9月1日　館山飛行場に帰還。10月9日台中飛行場に進出。
11月24日　海南島経由サイゴン近郊ツダウム飛行場に進出。
12月10日　マレー沖海戦。美幌空・鹿屋空と協同でプリンス・オブ・ウェールズとレパルス撃沈。
- 昭和17年（1942年）

1月30日　ボルネオ島クチン飛行場に進出、蘭印作戦を支援。
3月7日　ツダウムに帰還。13日バンコクに進出しビルマ攻略作戦を支援。
4月20日　陸攻隊、ラバウルへの転戦開始。先遣隊9機ラバウル着。以後、戦闘機隊と別行動。
5月7日　珊瑚海海戦勃発。20機出撃、戦果なし。
5月11日　19機でポートモレスビーを爆撃。翌月まで計6回出撃。
6月30日　三沢飛行場に帰還。ガダルカナル島奪還に向けて内地航空隊がすべて出動したため、一部を木更津飛行場に移して哨戒に従事。
9月20日　戦闘機隊を分離、第二五二海軍航空隊を新編。
11月1日　「第七五五海軍航空隊」に改称。
12月頃　　クェゼリン環礁ルオット飛行場に進出。一部ヤルート環礁タロア飛行場・ナウル島に駐留。
　　　　　　　　　以後、マーシャル諸島・ギルバート諸島の哨戒に従事。
- 昭和18年（1943年）

2月18日　解散した第七〇一海軍航空隊より機体委譲。
3月25日　ナウル空襲。駐留機12機の半数を喪失。タロアから3機補充。
4月21日　ナウル空襲。6機喪失。
8月27日　九六陸攻より一式陸攻への換装開始、5機調達。
11月20日　ギルバート諸島へ敵機動部隊接近、全機で迎撃（ギルバート諸島沖航空戦）、2日間の戦闘で40機中29機を喪失、戦果なし。
11月25日　タラワ島陥落。七五五空タラワ基地要員も玉砕。
12月頃　　テニアン島に撤退、再建に着手（テニアン10機・トラック6機）。
- 昭和19年（1944年）

1月1日　二二航戦は第四艦隊に転籍。　
1月30日　クェゼリン環礁上陸に呼応してトラックに12機進出。
2月2日　第八〇二海軍航空隊・第七五三海軍航空隊と共同でマーシャル諸島残留基地要員の救出活動に従事。
2月17日　トラック島大空襲。駐留機全損。
2月23日　テニアン島大空襲。七五五空残存機は5機に激減。
3月4日　第七五一海軍航空隊と連合して2個飛行隊を編制（実施部隊：攻撃七〇一飛行隊・練成部隊：攻撃第七〇四飛行隊）。攻撃第七〇一飛行隊・攻撃第七〇六飛行隊（旧第七〇五海軍航空隊陸攻隊）を指揮。七〇四飛行隊は七五一空指揮下に委譲。二十二航戦は新編された第十四航空艦隊に転籍。
3月30-31日　パラオ大空襲に際し、グアム島から敵機動部隊への反撃を行うが、7機未帰還で戦果無し。
5月5日　十四航艦の機体全機を第一航空艦隊に委譲。二十二航戦は解散のうえ各隊が一航艦直轄に改編。
6月中旬　相次ぐ空襲により機体損失甚大。
7月10日　解隊。

### 主力機種
- 九六式陸上攻撃機
- 一式陸上攻撃機
- 銀河(十五試双発陸上爆撃機）
- 九六式艦上戦闘機-戦闘機隊分離まで

### 歴代司令
- 伊沢石之介 大佐：1940年11月15日[1] - 1941年10月1日[2]
- 前田孝成 中佐：1941年10月1日[2] -
- 嘉村栄：1942年11月1日 -
- 楠本幾登：1944年3月4日 - 1944年7月10日解隊

## 二代元山海軍航空隊
十五空から始まる元山空の系譜とはまったく異なる戦闘機訓練部隊として誕生した。各種航空機の訓練部隊であった大村海軍航空隊の増員にともない、空白となった元山に設置した分遣隊をルーツとする。当初は純粋な慣熟訓練部隊であったが、沖縄戦に向けた特攻作戦の強化にともない、教官以下および訓練生も特攻作戦実施部隊に取り込まれた。
- 昭和19年（1944年）

8月15日　大村海軍航空隊元山分遣隊を独立し新編。分遣隊時代より養成中の予科練甲飛13期の養成を継続。
- 昭和20年（1945年）

2月頃　　実戦配備への準備開始。雷電調達、小隊編成など。
3月1日　新編の第十航空艦隊に編入。
3月26日　「天一号作戦」発令。第三航空艦隊指揮下に入る。練習用零式艦上戦闘機・紫電など全機体を鹿屋飛行場に空輸。要員は4月2日出発・7日集合。
4月3日　「神風特別攻撃隊・七生隊」を結成。
4月6日　「菊水一号作戦」発動、七生隊12・防空隊4出撃。七生隊全滅。
4月12日　「菊水二号作戦」発動、七生隊19出撃。2機帰還。
4月16日　「菊水三号作戦」発動、七生隊15出撃。全滅。
4月25日　七生隊を第七二一海軍航空隊に編入。
4月29日　「菊水四号作戦」発動。七生隊と昭和隊（谷田部海軍航空隊）の連合6出撃。2機帰還。
5月11日　「菊水六号作戦」発動。14日まで七生隊4出撃、全滅。14日の突入をもって七生隊の特攻終了。以後防空・直掩に従事。
鹿屋駐留隊は相次ぐ戦闘で消耗していた。元山飛行場では急降下爆撃をはじめ、本土決戦に向けた特攻訓練が継続していたが、実戦投入されることなく終戦を迎えた。

### 主力機種
- 零式艦上戦闘機
- 雷電
- 紫電

### 歴代司令
- 藤原喜代間 大佐：昭和19年8月15日－
- 不詳：昭和19年10月15日－
- 青木泰二郎：昭和19年12月15日－終戦後解隊